# Förintelsens minnesdag

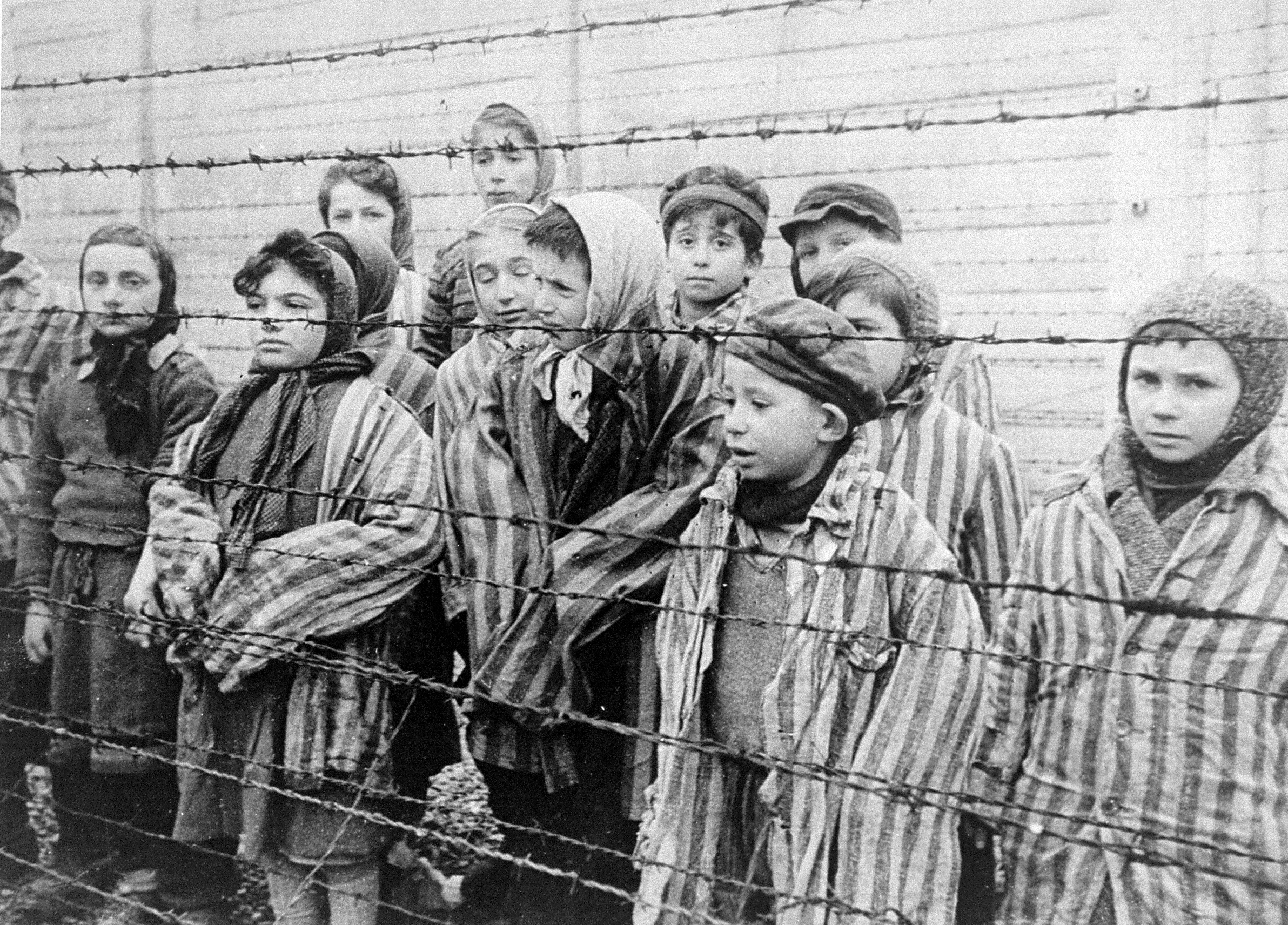
Judiska barn som överlevt Förintelsen i Auschwitz efter Röda arméns befrielse 1945.

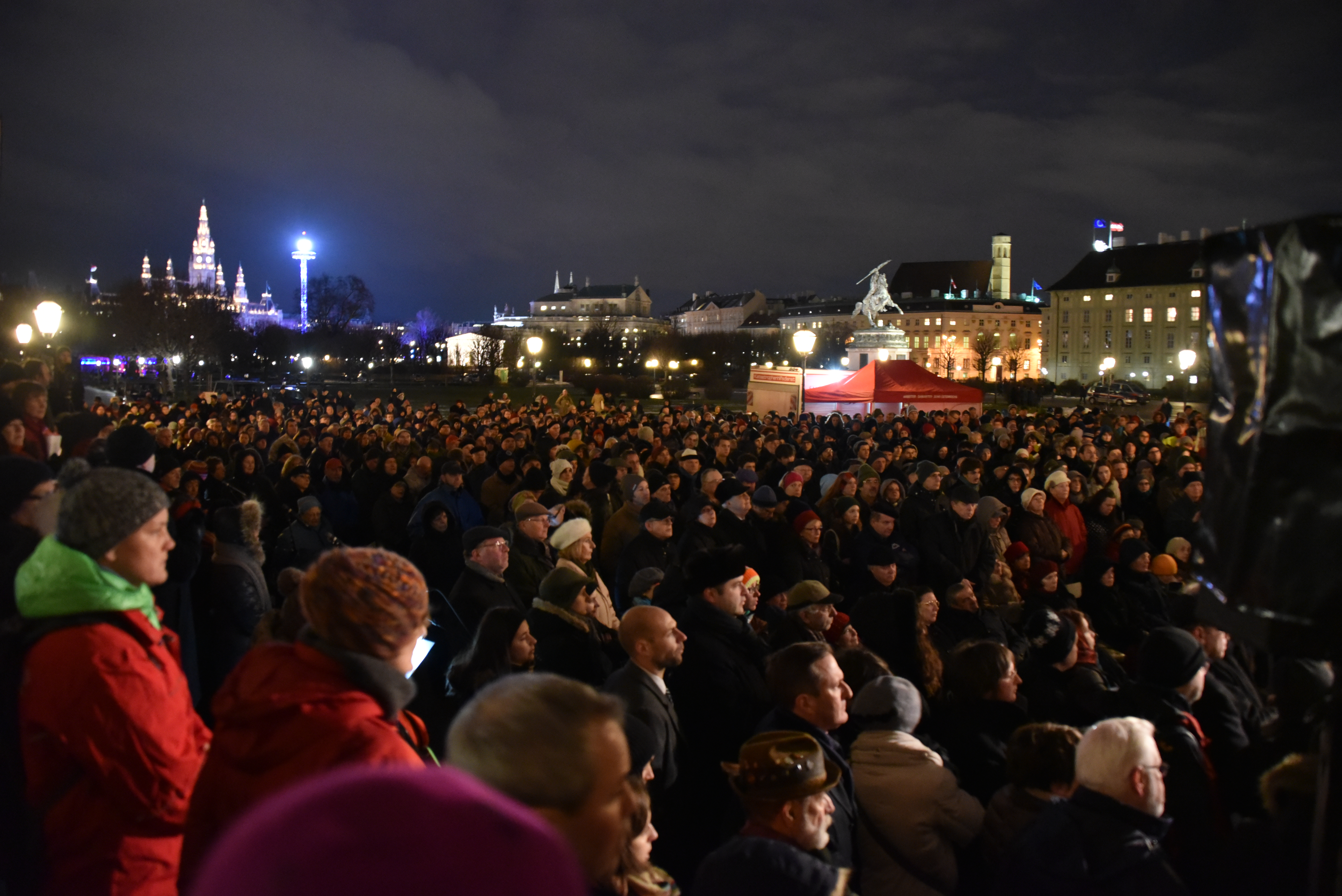
Minnesceremoni på Förintelsens minnesdag i Österrikes huvudstad Wien 2015.

Förintelsens minnesdag uppmärksammas den 27 januari årligen och är den internationella minnesdagen för Förintelsens offer, baserad på dagen med samma datum då fångarna i koncentrationslägret i Auschwitz befriades 1945. Minnesdagen är till för alla som bekämpar antisemitism, intolerans, främlingsfientlighet och rasism. Sedan 1999 har det varit en nationell minnesdag i Sverige och FN deklarerade 2005 denna dag som internationell minnesdag. I Sverige högtidlighålls Förintelsens minnesdag av bland annat Forum för levande historia.

## Historia
Den 27 januari 1945 befriades Auschwitz, ett av Nazitysklands största koncentrations- och förintelseläger, av sovjetiska Röda armén. Omvärlden fick då bevittna vad 12 år av nazistiskt styre hade skapat.
50 år senare högtidlighölls minnet av Förintelsen för första gången i Sverige. Sedan 1999 har den 27 januari varit en nationell minnesdag och 2005 deklarerade FN dagen som en internationell minnesdag över Förintelsens offer.

## Minnesceremonin 2012
Till minne av Raoul Wallenberg, som skulle ha fyllt 100 år 2012, hedrades även han vid högtidlighållandet av Förintelsens minnesdag detta år. Evenemanget blev känt som "Ljusmanifestationen" och hölls på Raoul Wallenbergs torg i Stockholm. Bland dem som deltog var Raoul Wallenbergs halvsyster Nina Lagergren, den före detta generalsekreteraren för FN Kofi Annan, kronprinsessan Victoria och prins Daniel samt riksdagens talman Per Westerberg.

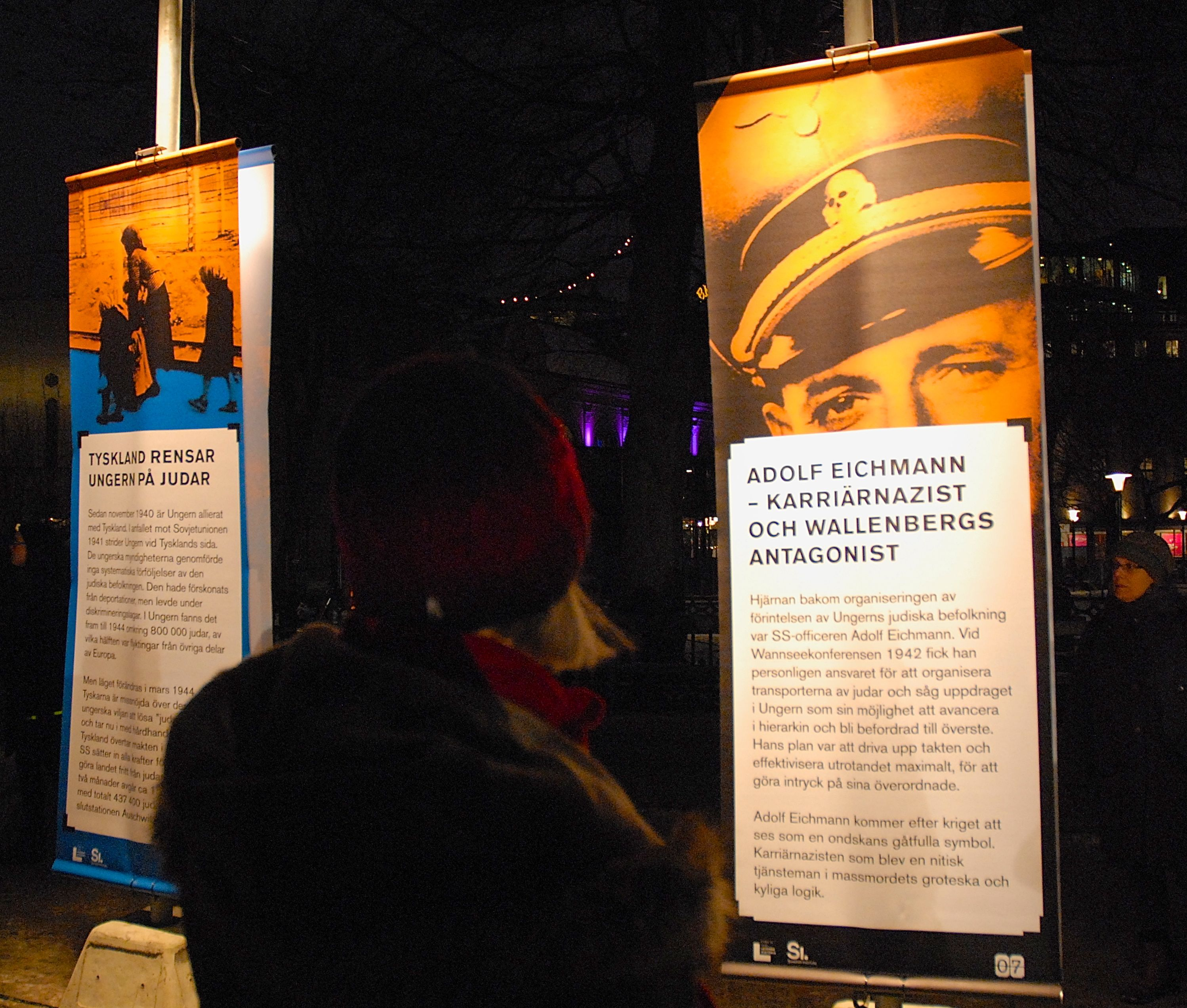
Faktaskyltar om nazismen och Förintelsen.
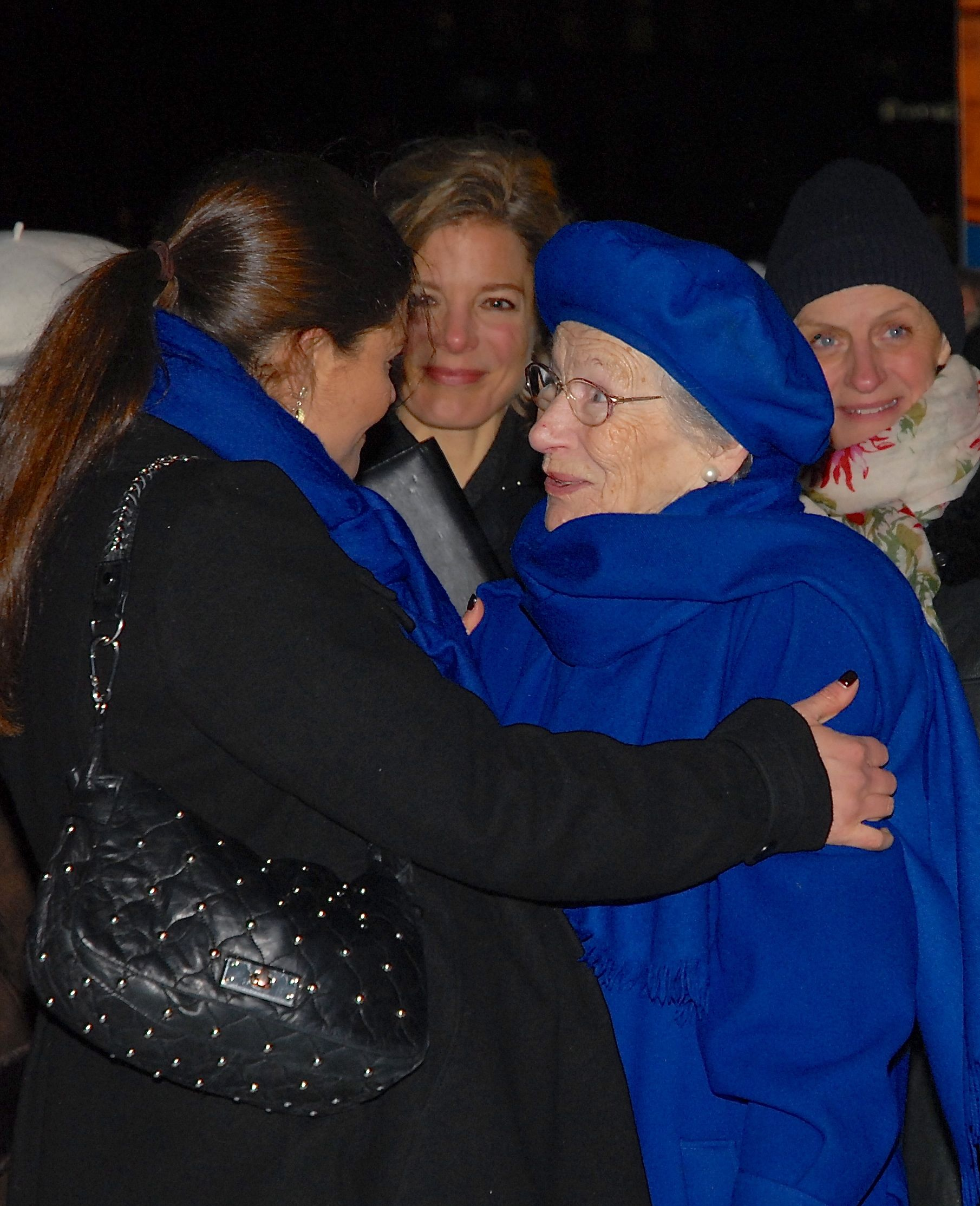
Kronprinsessan Victoria hälsar på Nina Lagergren, halvsyster till Raoul Wallenberg.
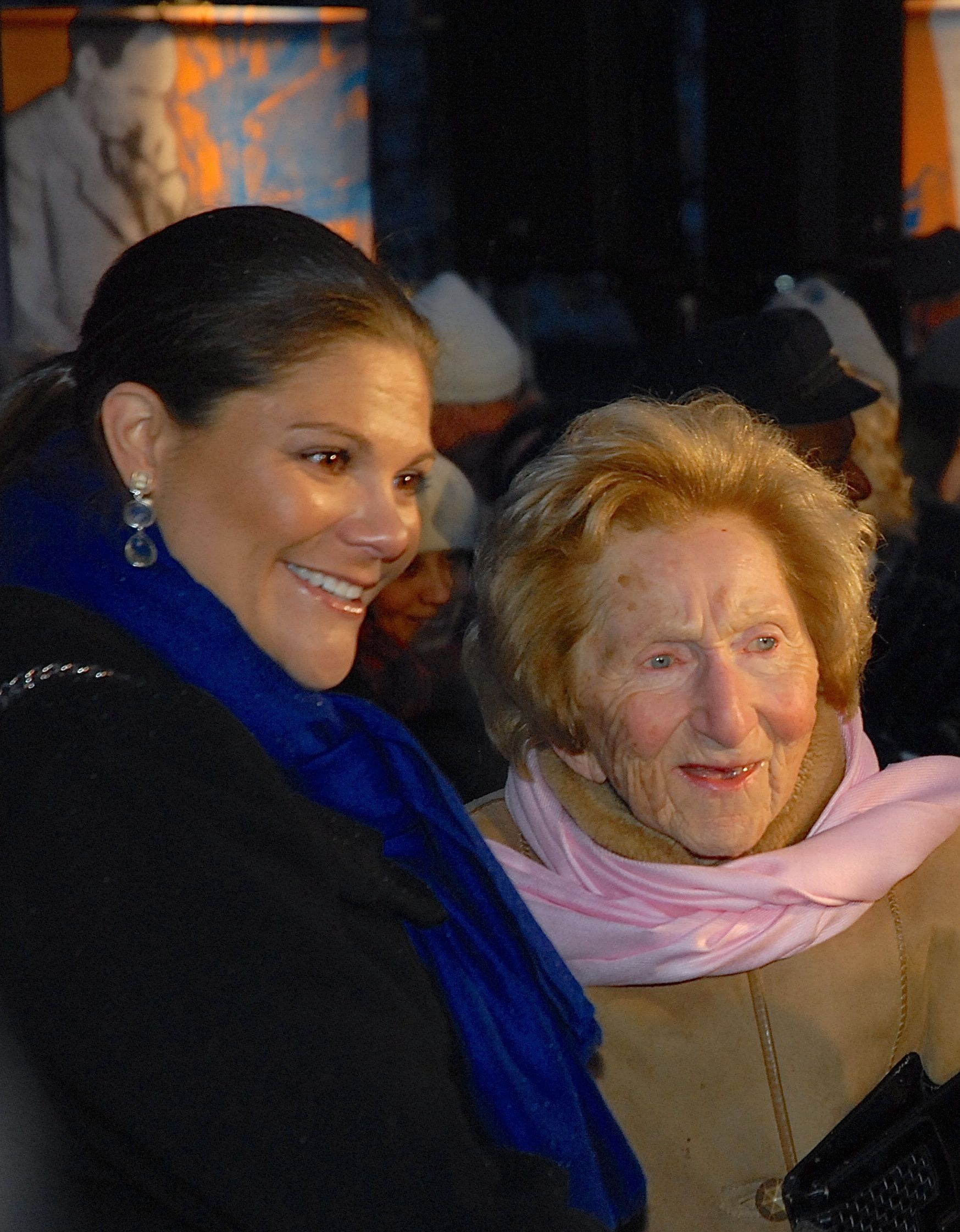
Hédi Fried, överlevande från Auschwitz.
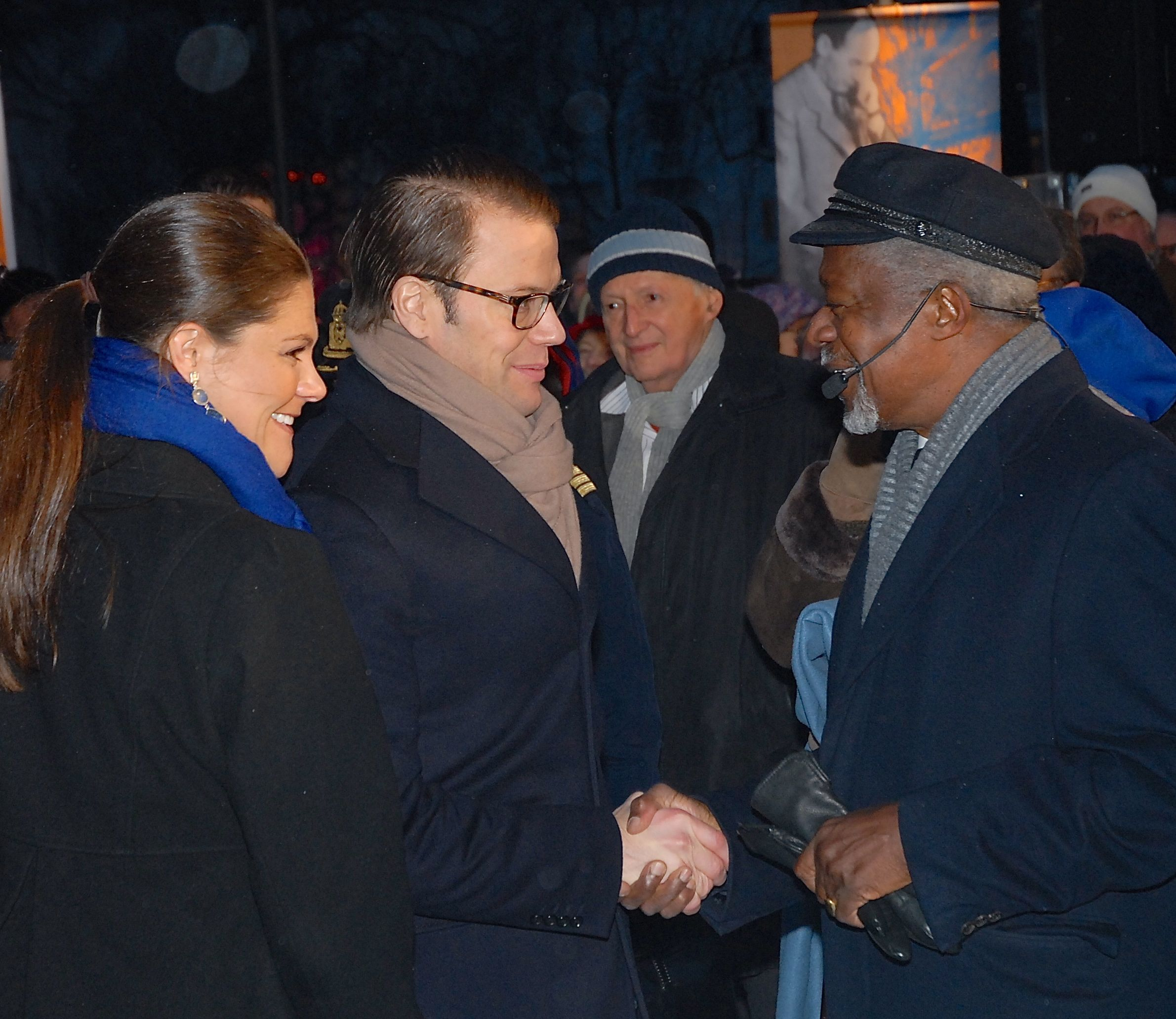
Prins Daniel hälsar på Kofi Annan.
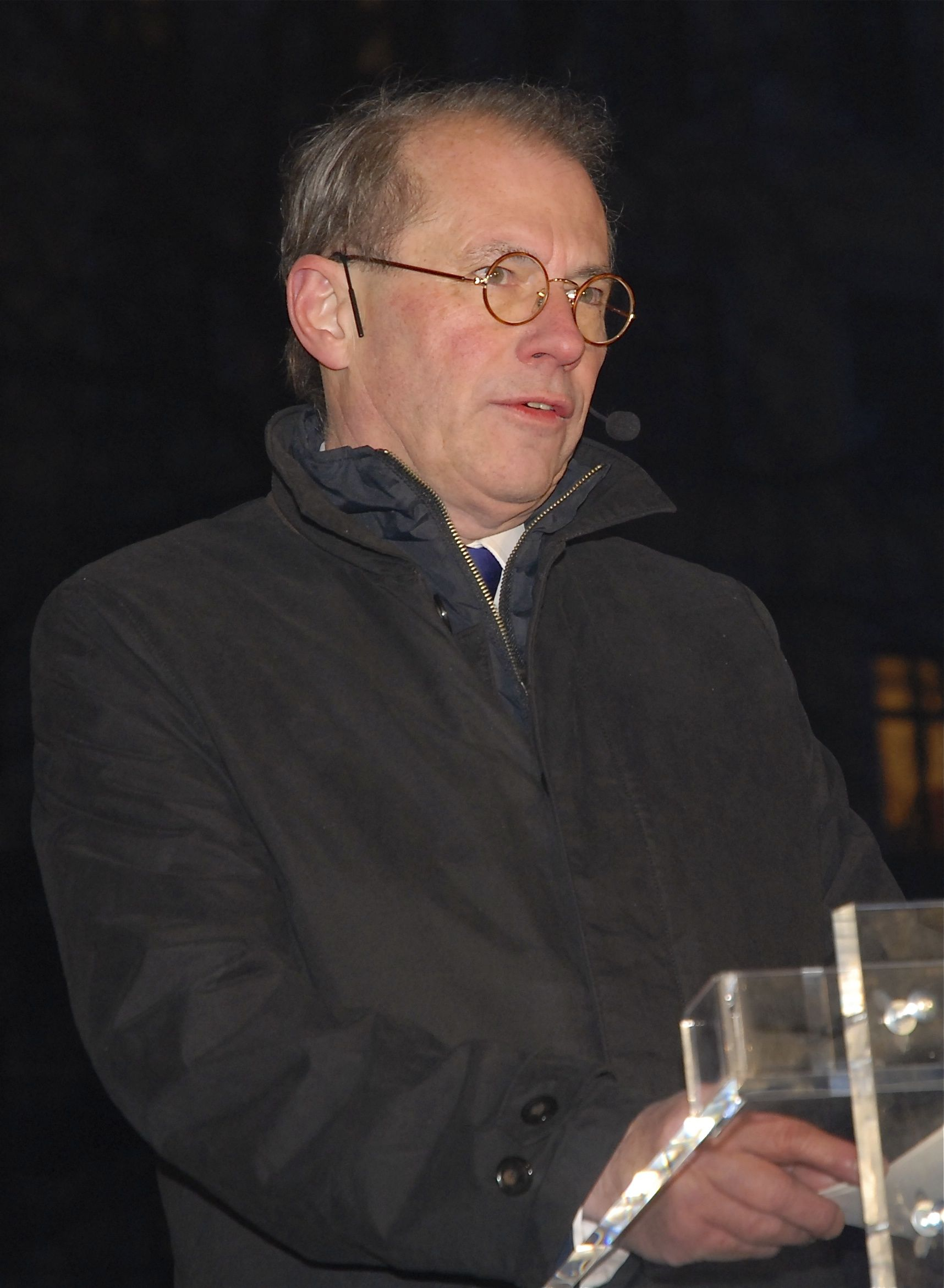
Per Westerberg, riksdagens talman.
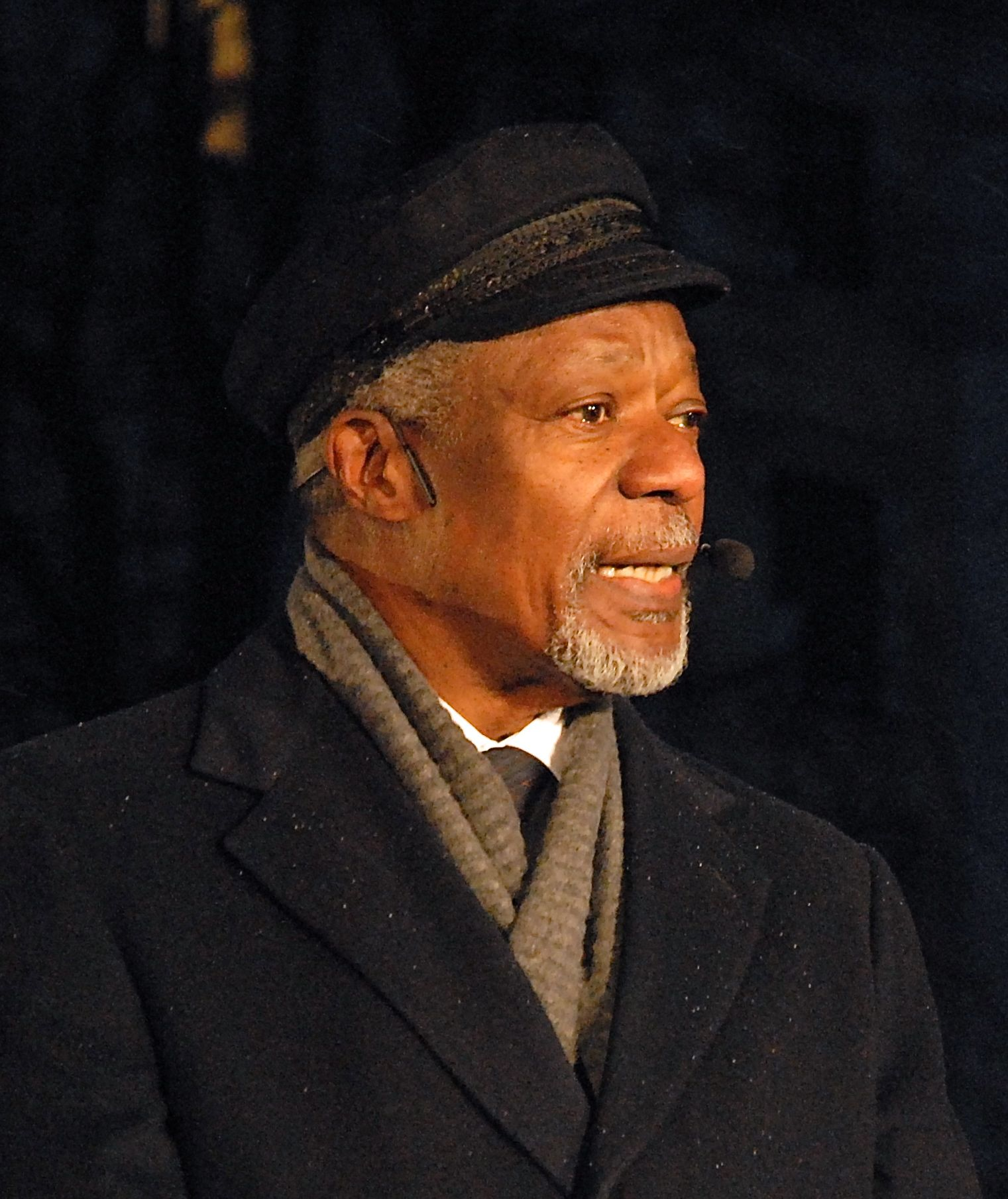
Kofi Annan talar på Raoul Wallenbergs torg.
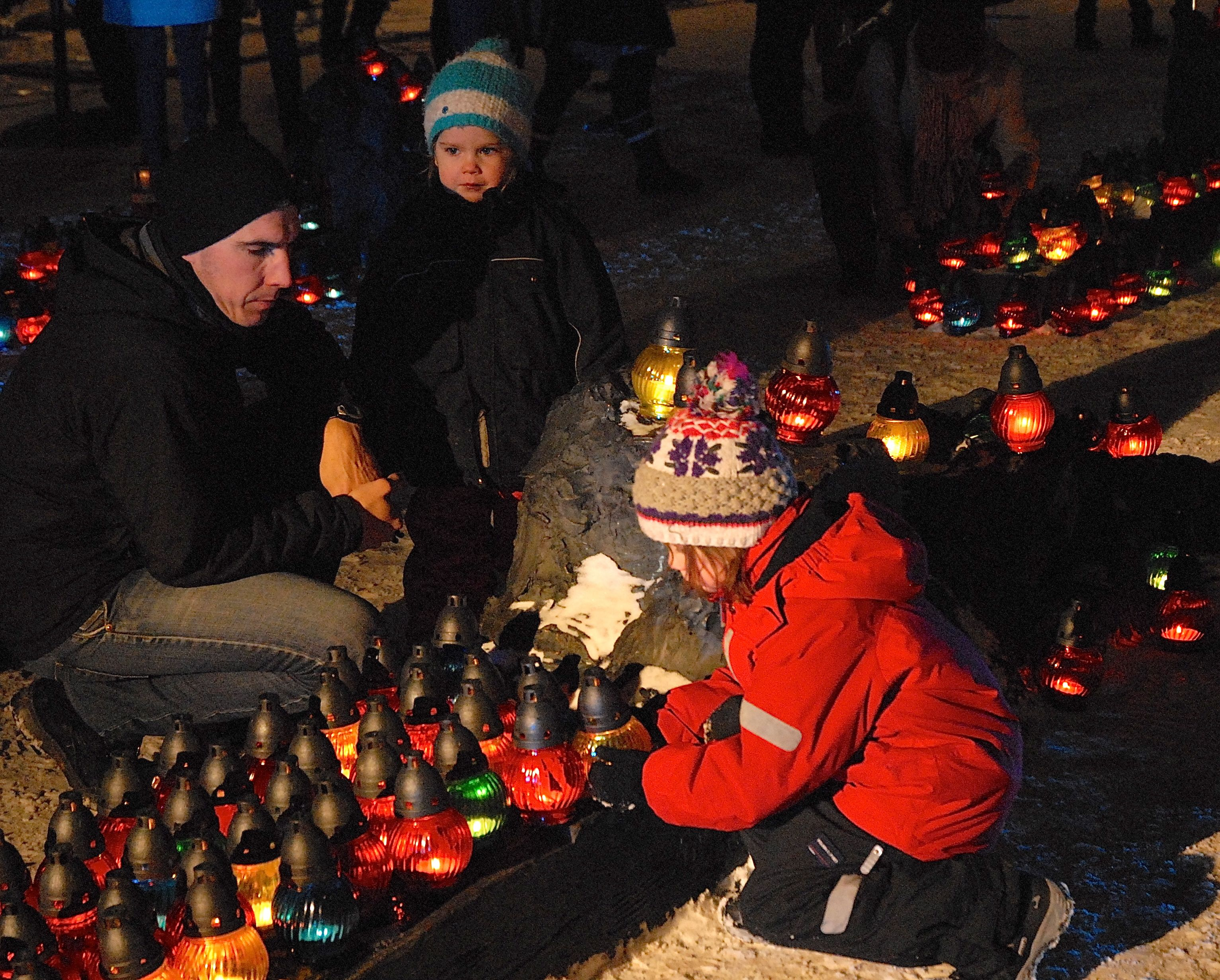
Minneslyktor för Förintelsens offer.

## Minnesceremonin 2013
Minnesceremonin över Förintelsens offer högtidlighölls 2013 i Stockholm på Raoul Wallenbergs torg. Talare var Eskil Franck, överintendent för Forum för levande historia, och Erik Ullenhag, integrationsminister. Överlevande från Förintelsen deltog vid ceremonin. En före detta koncentrationslägerfånge visade det intatuerade fångnummer han fick 70 år tidigare.

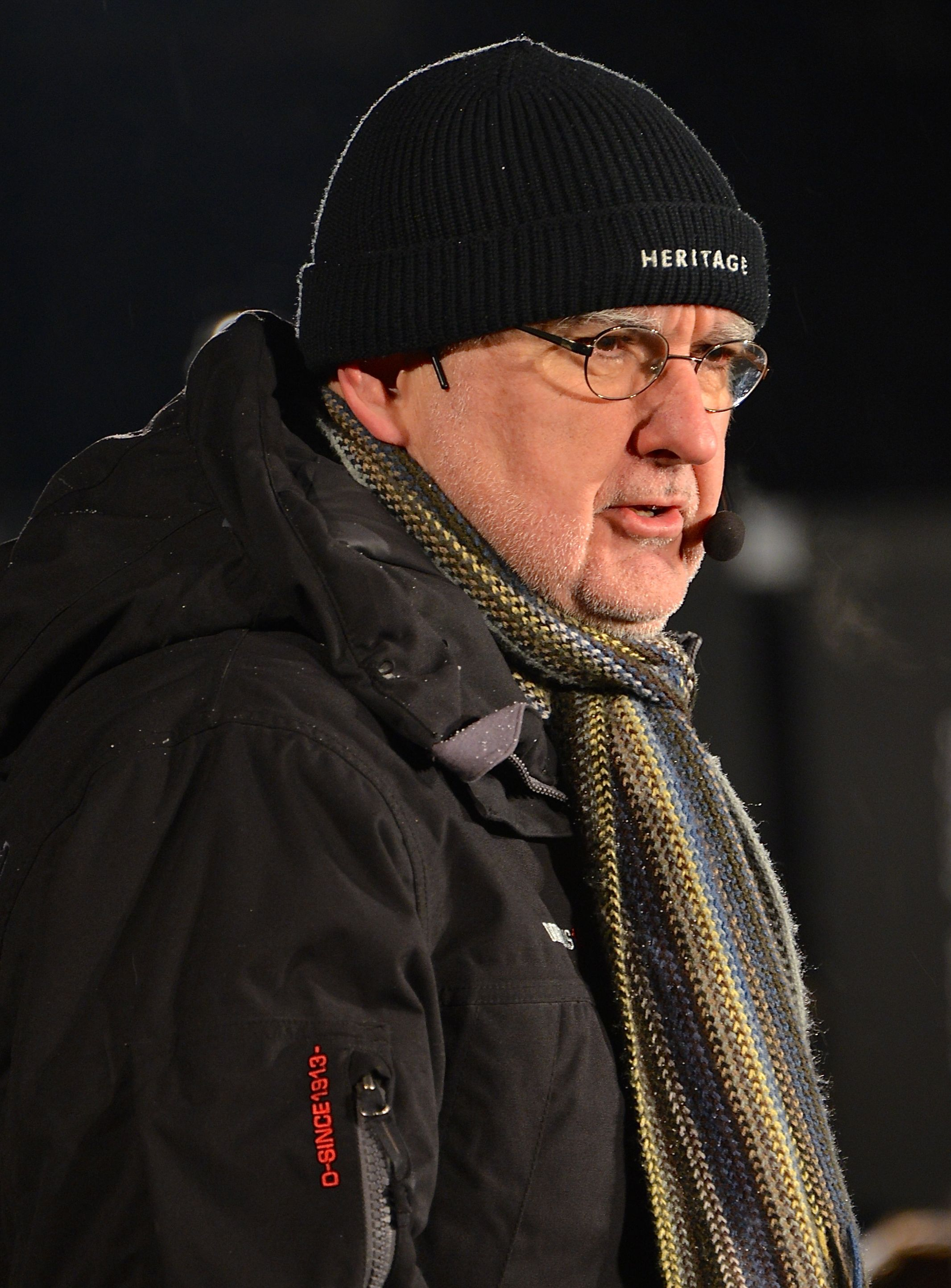
Eskil Franck talar.
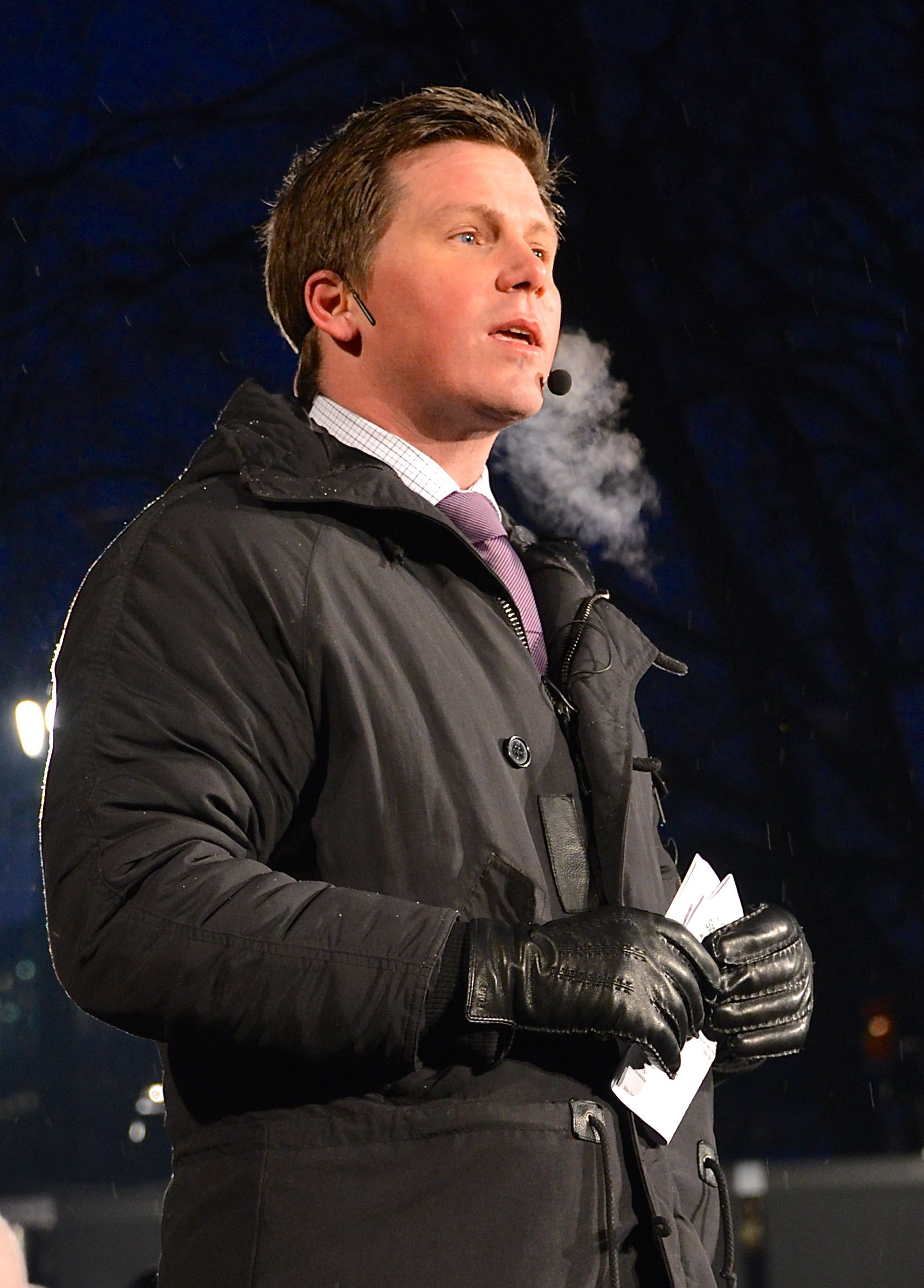
Erik Ullenhag talar.
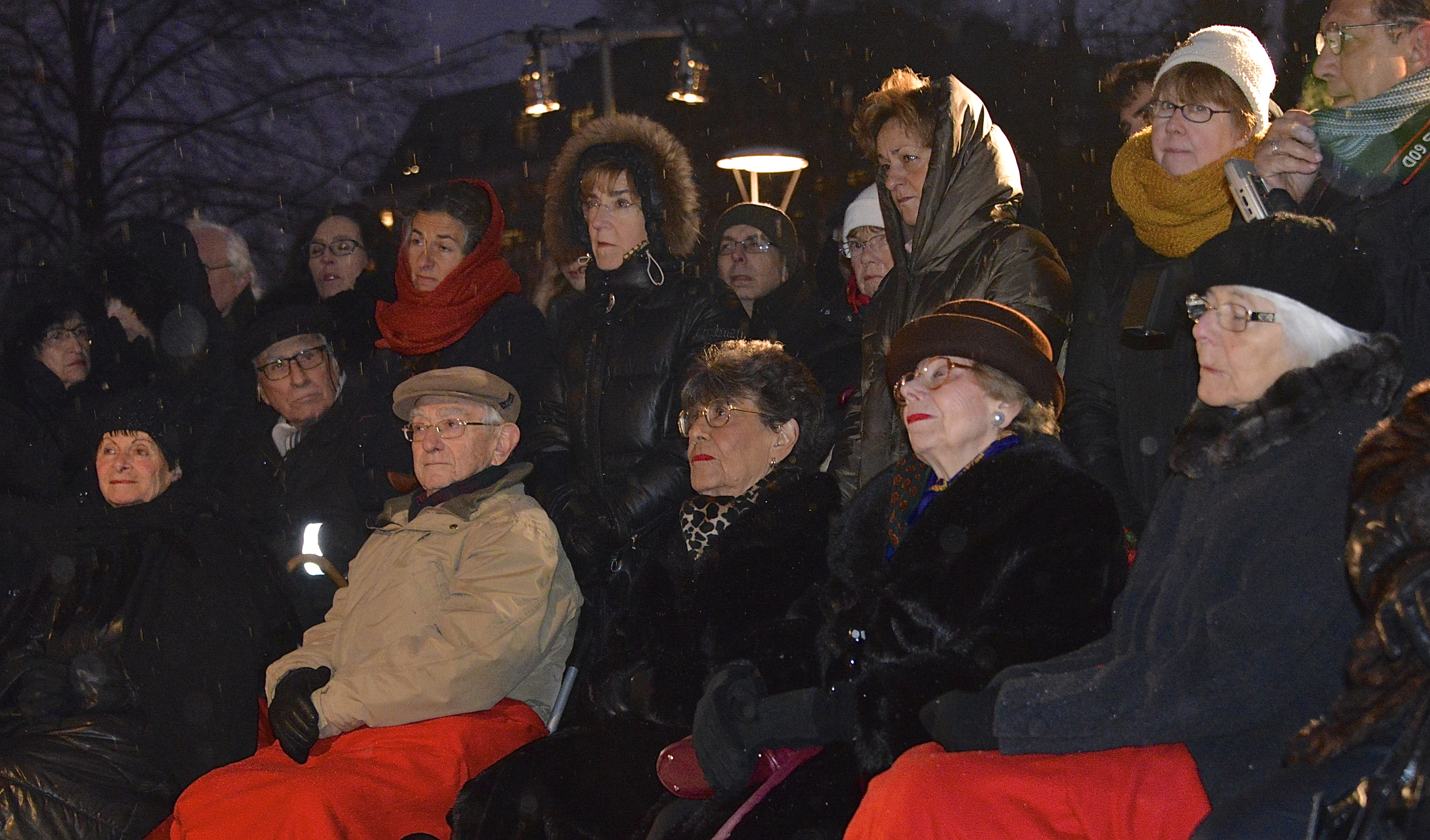
Överlevande från Förintelsen
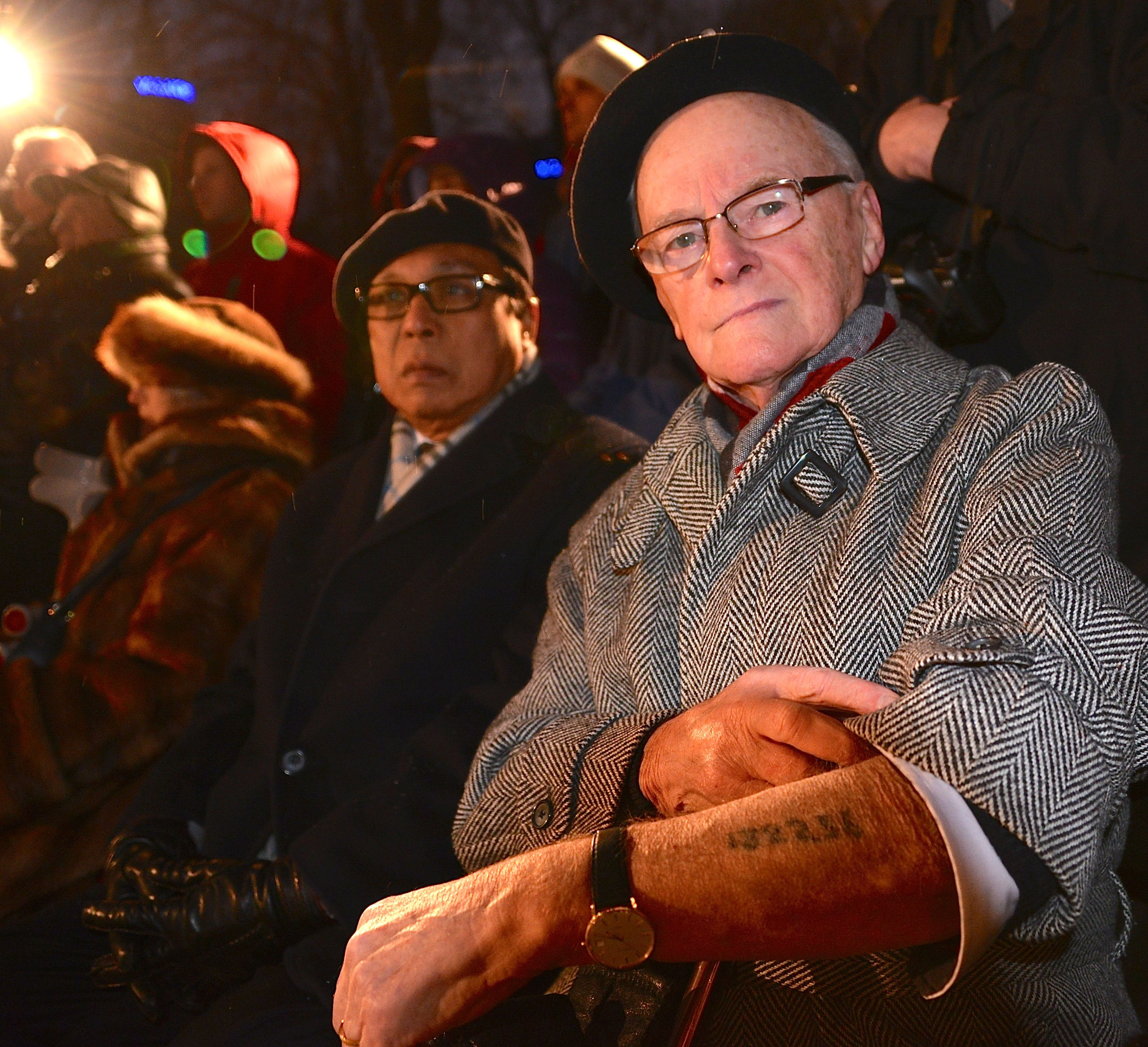
Överlevande från Förintelsen.
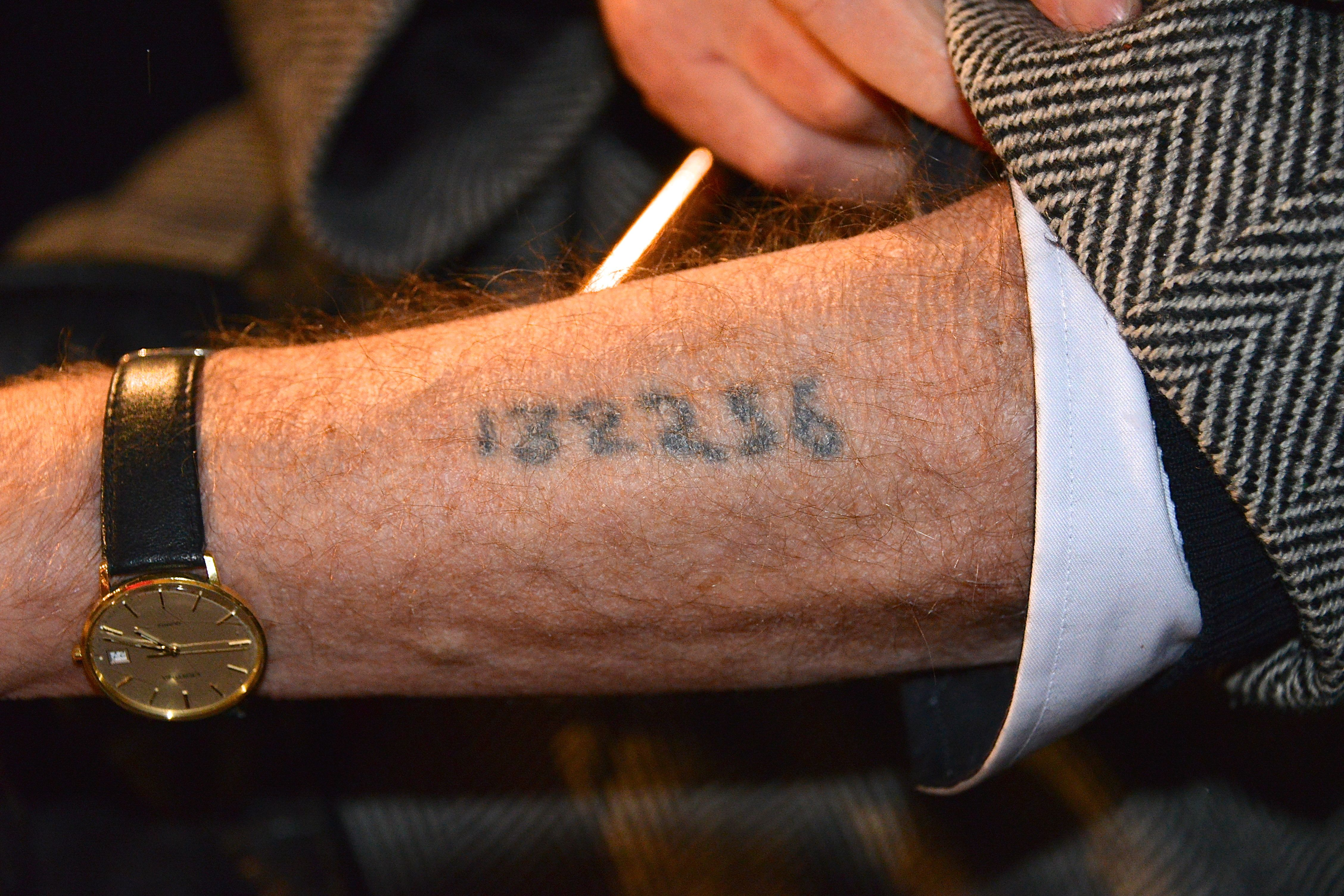
Tatuerat fångnummer från Auschwitz.
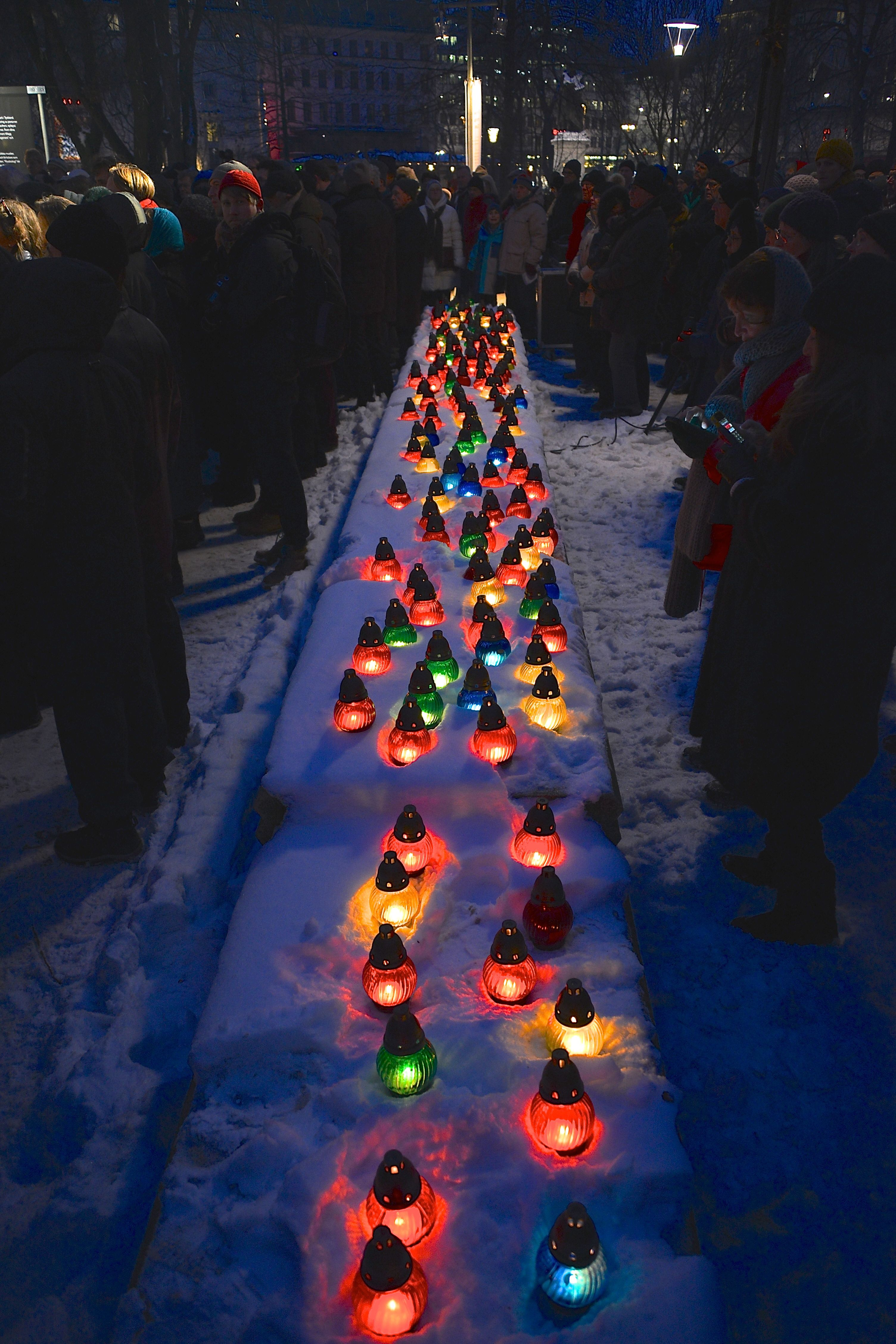
Förintelsens minnesdag på Raoul Wallenbergs torg.